# Пешак, Иво
И́во Пе́шак (чеш. Ivo Pešák; 7 сентября 1944, Яромерж, Протекторат Богемии и Моравии — 9 мая 2011, Прага) — чехословацкий и чешский певец, танцор, комик.
В 1972 году окончил Пражскую консерваторию, после чего три года работал кларнетистом в Центральном симфоническом оркестре города Подебрады. Непродолжительное время преподавал в музыкальной школе, а затем стал участником группы «Banjo Band» («Банджо Бэнд») под руководством Ивана Младека. Особую популярность приобрёл своим энергичным выступлением в нашумевшем эстрадном номере «Йожин з бажин».
В последние годы жизни являлся также участником группы Dýza Boys («Диза Бойз»).
Снялся в ряде чешских кинофильмов и телесериалов.
Умер в Праге 9 мая 2011 года на 67-м году жизни.